# Кирзинское
Кирзинское — станция в Барабинском районе Новосибирской области. Входит в состав Устьянцевского сельсовета.

## География
Площадь станции — 22 гектара

## Население
| 2002 | 2007 | 2010 |
| ---- | ---- | ---- |
| 227  | ↗245 | ↘191 |

## Инфраструктура
На станции по данным на 2007 год функционируют 1 учреждение здравоохранения, 1 образовательное учреждение.